# Меленяно
Меленя̀но (на италиански: Melegnano, на западноломбардски: Meregnàn, Меренян) е град и община в Северна Италия, провинция Милано, регион Ломбардия. Разположен е на 88 m надморска височина. Населението на общината е 17 099 души (към 2023 г.).